# Євсеєв Євгеній Костянтинович
Євгеній Костянтинович Євсеєв (нар. 9 травня 1987, Душанбе) — український футболіст, що грав на позиції захисника, та футбольний функціонер.

## Життєпис
Вихованець київського «Динамо», перший тренер Валерій Миколайович Краснощок. Далі тренувався під керівництвом тренерів Віктора Кащея та Олександра Петракова. Пізніше також грав за «Відрадний» у ДЮФЛУ.
Дорослу футбольну кар'єру розпочав у «Єдності». У футболці плисківського клубу дебютував 9 вересня 2006 року в нічийному (0:0) домашньому поєдинку 7-го туру групи «А» Другої ліги України проти білоцерківської «Росі». Євгеній вийшов на поле на 82-ій хвилині, замінивши Андрія Вітошинського. Дебютним голом у дорослому футболі відзначився 21 жовтня 2006 року на 75-ій хвилині переможного (3:0) домашнього поєдинку 13-го туру групи «А» Другої ліги проти броварського «Нафкому». Євсеєв вийшов на поле в стартовому складі, на 59-ій хвилині отримав жовту картку, а на 86-ій хвилині його замінив Олександр Ткач. У команді провів три сезони, за цей час у Другій лізі зіграв 60 матчів (6 голів), ще 3 матчі (1 гол) провів у кубку України. У першій половині сезону 2009/10 років виступав у Другій лізі за київське ЦСКА (2 матчі/1 гол у чемпіонаті, 2 матч у національному кубку) та рівненський «Верес» (8 матчів).
У весняно-літній частині сезону 2009/10 років та в літньо-осінній частині сезону 2010 року грав за «Нафтовик». У футболці охтирського клубу провів 24 матчі (2 голи) у Першій лізі України, ще 2 поєдинки провів у кубку України. Сезон 2011 року провів в «Путрівці», яка виступала в аматорському чемпіонаті України.
У 2012 році перебрався в «Колос», в якому виступав з перервами до 2015 року (з перервою в 2013 році, коли нетривалий період часу виступав за «Зірку» в чемпіонаті Києва). У сезоні 2014 року разом з командою дебютував в аматорському чемпіонаті України, а в першій частині сезону 2015/16 років перебував у заявці «Колосу» на поєдинки Другої ліги, але на поле не виходив. З 2015 по 2020 рік виступав у чемпіонаті Київської області за «Діназ» (Вишгород), «Любомир» (Ставище), «Путрівку», «Васильків», «Арсенал» (Фастів), «Світанок» (Ковалівка) та «Вінницькі Стави». У 2021 році повернувся до «Світанку» (Ковалівка).
З 20 серпня 2015 року займає посаду генерального директора ковалівського «Колоса».